# Jake Song
Jake Song, nombre coreano Jae-kyeong (송재경, 宋在京), (n. 1965) es un programador surcoreano considerado como uno de los desarrolladores de juegos más prestigiosos de Corea.

## Biografía
Tras graduarse en la universidad coreana KAIST fue uno de los primeros empleados  de la empresa Nexon, donde trabajó en el proyecto NEXUS: The Kingdom of the Winds, conocido como «NEXUS TK» o simplemente «NEXUS» que fue lanzado en el mercado de los EE. UU. en 1996.
En 1998, Jake fue el principal creador de Lineage, un MMORPG cualitativamente nuevo que alcanzó más de dos millones de suscriptores, y convirtió a la compañía NCsoft en una de las más importantes desarrolladoras de software de juegos en el mundo.
Más tarde, Jake trabajó en el proyecto Lineage for Ever (que posteriormente fue renombrado con el nombre de Aiôn), y también supervisó el desarrollo de Lineage II y aconsejó a los desarrolladores de Tabula Rasa.
Salió de NCSoft en marzo de 2003 y formó su propia compañía  XLGames, donde estaba desarrollando  un juego de carreras en línea llamado XLRacer, que fracasó.
Actualmente Jake Song trabaja en un nuevo MMORPG ArcheAge que es un MMO de próxima generación(Next-Gen MMO), se está desarrollando en CryEngine 3 de Crytek, la historia del juego llamado The Fir and the Hawk (El abeto y el halcón) ha sido escrita por Min-Hee Jeon.